# Geia
Geia är ett samlingsalbum av den grekiska artisten Despina Vandi. Albumet släpptes år 2002 och är på två skivor.

## Låtlista

### CD 1
1. Gia (Engelska)
2. Opa Opa (Engelska)
3. Simera
4. I Melodia Tis Monaxias
5. Thimisou
6. Mono Agapi Sou Zitas
7. Lathos Anthropos
8. Ti Kano Moni Mou
9. Thelo Na Se Do
10. Ah Kardoula Mou
11. Deka Meres Deka Nihtes
12. Olo Lipeis

### CD 2
1. Vges Apo To Mialo Mou
2. Ola Odigoun Se Sena
3. Anaveis Foties
4. Gia (Original)
5. Pexe Mazi Mou
6. Ela
7. Deste Mou Ta Matia
8. Hrone
9. To Magazaki Tis Kardias Mou
10. Ime Ego
11. Marameno
12. Kommatia